# Boston Corbett
Boston Corbett, właśc. Thomas P. Corbett (ur. 1832, zm. po 1888) – amerykański żołnierz. W 1865 zastrzelił Johna Wilkesa Bootha, zabójcę Abrahama Lincolna.

## Życiorys
Urodził się w 1832.
Podczas wojny secesyjnej służył w wojskach Unii.
14 kwietnia 1865 John Wilkes Booth dokonał w Waszyngtonie zamachu na Abrahama Lincolna, w wyniku którego prezydent zmarł następnego dnia. Booth rozpoczął ucieczkę na południe, a unioniści rozpoczęli obławę, w której brał Corbett. 26 kwietnia zastrzelił zabójcę Lincolna.
Przez niektórych został za to ogłoszony bohaterem, ale określano go także jako niesubordynowanego żądnego rewanżu maniaka. On sam do końca życia żył w paranoicznym lęku, że zostanie zabity przez przyjaciół bądź naśladowców Bootha.
29 sierpnia 1865 zeznawał w procesie Henry’ego Wirza dotyczącym zbrodni wojennych, do których dochodziło w dowodzonym przez Wirza obozie jenieckim pod Andersonville w Georgii.
W listopadzie 1885 został aresztowany za straszenie sąsiada, następnie podczas procesu wyjął broń na sali sądowej.
W styczniu 1887 został urzędnikiem stanowym w Kansas – portierem Izby Reprezentantów Kansas. W lutym, podczas jednego z posiedzeń parlamentu, wyjął dwa rewolwery i miecz rozpoczął okupację mównicy i doprowadził do przerwania sesji. W październiku został uznany za szalonego i osadzony w szpitalu psychiatrycznym, skąd uciekł w maju 1888, prawdopodobnie do Meksyku.
We wrześniu 1905 aresztowany został i skazany na trzy lata więzienia człowiek podający się za Bostona Corbetta.